# Proton Savvy
La Proton Savvy è un'utilitaria a cinque porte prodotta dalla casa automobilistica malese Proton a partire dal mese di giugno del 2005, restata in produzione sino al 2013.
Presentata in sostituzione della Tiara, la Savvy è inizialmente venduta solamente con il cambio manuale senza la versione con l'automatico. Quest'ultima viene resa disponibile a partire dal mese di novembre dello stesso anno.
Nel 2007 il modello viene sottoposto a un leggero restyling e aggiornato.

## Motorizzazioni
La Savvy è equipaggiata con un unico motore 1.2 di origine Renault in grado di erogare 75 Cv che salgono a 78 nel caso si scelga la sportiva R3 (dotata di spoiler posteriore e cerchi in lega da 15 pollici).